# Белоногов, Савва Фёдорович
Савва Фёдорович Белоногов (1895, Российская империя — 1942, Советский Союз) — начальник отдела лесной охраны НКВД СССР, майор милиции (1936).

## Биография
Образование низшее, член РКП(б) с 1919. С октября 1919 начальник общей части Особого отдела ВЧК Кавказского фронта. С сентября 1920 председатель губернской ЧК. С июня 1924 инспектор административно-организационного управления ОГПУ. С сентября 1927 начальник административно-хозяйственного отдела Полномочного представительства ОГПУ по Средней Азии. С 1930 помощник начальника, начальник административно-инспекторского отдела УЛАГ ОГПУ. Затем начальник Кара-Калпакского областного отдела ГПУ. С марта 1932 заместитель начальника Отдела административного надзора и наружной службы, с октября заместитель начальника Отдела строевой и наружной службы Главной инспекции милиции ОГПУ. С июля 1935 начальник Отдела наружной службы Главного управления рабоче-крестьянской милиции НКВД СССР. С марта 1936 начальник отдела лесной охраны Главного управления рабоче-крестьянской милиции НКВД СССР (по совместительству). С июля 1937 начальник ОВИР Главного управления рабоче-крестьянской милиции НКВД СССР. С августа 1938 начальник отдела службы и подготовки Главного управления рабоче-крестьянской милиции НКВД СССР.
3 января 1939 уволен из органов НКВД СССР в связи с арестом. 3 сентября 1941 осуждён на 8 лет ИТЛ. Умер в лагере НКВД в Саратовской области 24 декабря 1942.

## Награды
- Орден Трудового Красного Знамени Узбекской ССР (31 декабря 1927)[2]
- Почётный работник ВЧК-ГПУ (1934)
- Орден «Знак Почёта» (13 ноября 1937)[3]